# NEStimulator
NEStimulator là một trình giả lập NES viết bởi các lập trình viên trò chơi Gustavo Restrepo và Igor Todorovski của Overmind Games. Phiên bản hiện tại là 0.2.

## Chức năng
- Trình dò bọ CPU hoàn chỉnh
- Kết xuất hình sử dụng OpenGL và DirectX
- Hỗ trợ DirectInput
- Có các hiệu ứng Màn ảnh TV, Trắng và Đen, Bloom, và vài hiệu ứng khác.
- Tua và dừng trò chơi
- Nạp/Lưu trạng thái